# В компании мужчин (фильм, 2010)
«В компании мужчин» (англ. The Company Men, более верный перевод - «Сотрудники») — фильм 2010 года американского режиссёра и продюсера Джона Уэллса. Премьера картины состоялась 22 января 2010 года на ежегодном кинофестивале «Сандэнс».

## Сюжет
Рецессия в США в разгаре. Крупная судостроительная корпорация GTX вынуждена выживать и менеджмент принимает трудное решение по сокращению штатов. Компания давно уже не строит корабли, а занимается перепродажами, поэтому кризис ударил особенно больно. Бобби Уолкер, высокопоставленный сотрудник отдела продаж предупрежден об увольнении.
Попытки найти другую работу пока бесполезны. Бобби пытается сохранить хорошую мину и упорно держится за привычные блага цивилизации: хороший дом с невыплаченной ипотекой, дорогой автомобиль, гольф-клуб. Председатель совета директоров GTX Джеймс Сэлинджер стоит перед похожей дилеммой. Делая вид перед акционерами, что у компании всё в порядке, он продолжает строительство нового шикарного офисного здания, одновременно подписывая приказы о сокращении. Один из топ менеджеров и друг Джеймса — Джин Макклери, призывает его задуматься о судьбах увольняемых.
Фил Вудворд, после тридцатилетней карьеры в компании, уволен, а для соседей продолжает делать вид, что каждый день ходит на работу. Макклери пытается вступиться за него, но сам получает уведомление об увольнении. Не выдержав удара и не способный конкурировать с молодыми, Вудворд кончает жизнь самоубийством. Тем временем, Бобби Уолкер вынужден расстаться с домом и переехать жить к родителям. После скандалов и уговоров жены, он соглашается устроиться на работу плотником у свояка Джека Долана.
Джеймса Сэлинджера терзают угрызения совести. После масштабных сокращений стоимость акций GTX на рынке неожиданно выросла и Джеймс умудрился заработать даже в условиях кризиса. Соглашаясь с доводами Джина, он принимает решение перестать «торговать воздухом» и возродить кораблестроительный бизнес GTX. Одним из первых принимаемых назад на работу становится Бобби. Он соглашается на зарплату в два раза меньше чем раньше. В концовке Бобби распоряжается о найме работников: грузчиков, сварщиков, механиков.

## В ролях
| Актёр             | Роль             |
| ----------------- | ---------------- |
| Бен Аффлек        | Бобби Уолкер     |
| Кевин Костнер     | Джек Долан       |
| Крис Купер        | Фил Вудвард      |
| Томми Ли Джонс    | Джин МакКлэри    |
| Розмари Деуитт    | Мегги Уокер      |
| Мария Белло       | Салли Вилкокс    |
| Патриция Кэлембер | Синтия МакКлэри  |
| Крэйг Т. Нельсон  | Джеймс Салинджер |

## Награды и номинации
За роль в фильме Томми Ли Джонс был номинирован на премию «Спутник» в категории «Лучшая мужская роль второго плана».